# José Padilla (ingeniero)
José Lorenzo Justiniano Padilla Nougués (San Miguel de Tucumán, 5 de septiembre de 1881 - ibíd., 28 de abril de 1948) fue un ingeniero, empresario y político argentino, que ejerció el cargo de Ministro de Agricultura y Ganadería de su país entre 1938 y 1940.

## Biografía
Era hermano menor del exgobernador tucumano Ernesto Padilla; se recibió de ingeniero en la Universidad de Buenos Aires y, apenas egresado, se dedicó a la administración de los ingenios azucareros San Pablo, en las cercanías de San Miguel de Tucumán, y Santa Ana, en el sur de la provincia.
Su gestión como empresario destacó por un mayor respeto por los derechos de los obreros que en otras empresas similares, incorporando medidas sanitarias e higiénicas que mejoraban las condiciones de trabajo. El líder socialista Juan B. Justo visitó el Ingenio San Pablo, afirmando que allí "imperaba un principio de respeto por los derechos del obrero." Fue el único empresario azucarero de su tiempo que pagaba la totalidad de los jornales de sus obreros en moneda corriente y el primero en imponer el salario familiar.
Eb 1914 fue uno de los impulsores de la fundación de la Universidad Nacional de Tucumán, de cuya Facultad de Ingeniería fue decano durante largos años.
Fue uno de los fundadores del Club Atlético Tucumán y del Club Atlético San Pablo (en 1911) y presidente de la Federación Tucumana de Fútbol.
Formó parte de la junta fundadora de la Acción Católica Tucumana en 1931, y de sus organismos directivos durante el resto de la década. Esta Asociación coordinó la fundación y funcionamiento del Centro de Hombres de San Pablo, formado en un 90% por obreros del Ingenio San Pablo —en total unos 40 o 50 hombres— que se organizaron intencionalmente alejados de la influencia de los sindicatos. Las actas del Centro de Hombres de San Pablo fueron exhibidas como un logro excepcional ante el Papa Pío XII por monseñor Antonio Caggiano, arzobispo de Buenos Aires.

### Carrera política
Al retirarse su hermano Ernesto de la actividad política, fue candidato a gobernador de su provincia en 1928 y en 1935, por el Partido Demócrata Nacional, siendo derrotado en ambas oportunidades por Miguel Mario Campero, de la Unión Cívica Radical.
En febrero de 1938, al acceder a la presidencia, Roberto M. Ortiz lo nombró Ministro de Agricultura y Ganadería de la Nación. Durante su gestión extendió el sistema de control de mercados agropecuarios, exitoso en los casos de la Junta Nacional de Granos y la Junta Nacional de Carnes al mercados del algodón, aunque no logró crear una junta reguladora. En cambio, el ministro diseñó un sistema regulador del mercado de la caña de azúcar, en que se protegía más los intereses de los ingenios azucareros; con la oposición del socialismo y del radicalismo y el tibio apoyo del oficialismo, el proyecto nunca fue aprobado.
Fue uno de los impulsores de la Marina Mercante argentina, con la intención de desvincular el tráfico de las exportaciones agropecuarias de su país de la amenaza que significaba la Segunda Guerra Mundial para la seguridad de los buques que las transportaban, británicos en su mayoría. Organizó el Servicio Nacional de Suelos y elaboró un plan integral de inmigración, intentando redirigirla hacia la producción agropecuaria.
En febrero de 1940, la Provincia de Catamarca había celebrado elecciones, signadas por el fraude electoral, por lo que el presidente Ortiz —fiel a su promesa de impulsar la limpieza electoral— anunció a sus ministros que enviaría una intervención federal a esa provincia. Los ministros Padilla y Manuel Ramón Alvarado, miembros del Partido Demócrata Nacional —que había resultado vencedor en las elecciones de Catamarca— se pronunciaron en contra; cuando el presidente decretó la intervención, ambos ministros presentaron sus renuncias.
Durante la presidencia de Ramón S. Castillo fue miembro del Consejo Directivo de la Dirección General de Fabricaciones Militares, cargo que aceptó a condición de no cobrar ingreso alguno por su participación en el mismo.
Tras el golpe de Estado de 1943, Padilla se alejó definitivamente de toda actuación política. Falleció en abril de 1948.